# Chris Mosier
Chris Mosier est un homme trans défenseur américain des droits des personnes trans, également triathlète, et orateur.
En 2015, Mosier a gagné une place au duathlon de l'équipe masculine de la Team USA sprint au World Championship de 2016, faisant de lui le premier athlète trans connu pour se joindre à une équipe nationale américaine avec une identité de genre correcte, plutôt qu'avec son genre qui lui a été assigné à la naissance,.

## Biographie
Mosier a commencé la compétition de triathlon en 2009 en tant que femme. En 2010, Mosier s'est publiquement identifié comme homme transgenre dans le magazine, The Advocate, après avoir participé à sa première course en tant qu'homme. En 2011, Mosier a été mis en vedette dans Le New York Times avant la compétition du Nautica New York City Triathlon, une course auquel il avait participé deux ans auparavant en tant que femme.
Chris Mosier savait à l'âge de quatre ans que son identité de genre et son sexe assigné ne correspondaient pas à ce que la société attend traditionnellement. Il a commencé sa transition en 2010 quand il a légalement changé son nom, puis il a commencé à recevoir des injections de testostérone. En faisant cette transition, Chris a renoncé à son haut rang dans la catégorie des femmes, mais la récompense était beaucoup plus grande. Depuis sa transition, Chris a eu des retours extrêmement positifs de la part d'autres athlètes. Chris est aussi certifié coach en triathlon. En étant éducateur, Chris est conscient de la possibilité de partager ses connaissances, d'aider les autres à atteindre leurs objectifs sportifs, particulièrement les jeunes LGBT ainsi que de parler de l'expérience transgenre pour ceux qui ne le peuvent pas.
Chris a aussi été coach et représentant du Empire Triathlon Club de NYC depuis 2012 et travaille actuellement avec les ligues sportives LGBT pour améliorer l'inclusion des personnes trans.
Il est le fondateur du site transathlete.com, une ressource pour les étudiants, les athlètes, les entraîneurs et les administrateurs afin de trouver des informations sur l'inclusion des personnes trans dans l'athlétisme à différents niveaux de jeu. C'est également le directeur exécutif de GO! Athletes, un réseau national, sans but lucratif, des athlètes actuels et anciens étudiants LGBT créant des espaces plus sûrs en athlétisme grâce à la visibilité, l'éducation et le militantisme. Il écrit aussi pour Original Plumbing, un magazine pour les hommes trans.

### Compétition sportive
Toujours intéressé par la compétition de haut niveau, en 2014, il remporte deux courses dans la catégorie masculine, ainsi qu'une 4ème place dans une compétition de triathlon dans sa catégorie d'age.
Alors qu'il était qualifié, Mosier fut incertain quant à son admissibilité à la compétition du Duathlon Age Group World Championship Race en Espagne en juin 2016 en raison de la politique du Comité international olympique concernant la participation des athlètes transgenres, avec des dispositions spécifiques de la Stockholm Consensus en 2004. En 2015, Mosier a contesté la politique, aboutissant à la création et à l'adoption de nouvelles directives du CIO pour la participation des athlètes trans. Depuis janvier 2016, Mosier n'a toujours pas reçu l'autorisation de la International Triathlon Union pour participer à la course du World Championship.

## Prix
- Il est l'un des trois finalistes pour le prix « athlète de l'année« » du Compete Magazine en 2011.
- Il reçoit une mention honorable de la USA Triathlon pour le prix USAT Spirit of Multisport de 2011[18].
- En 2013, il est nommé Athlete of the Year à la Compete Sports Diversity Awards à Los Angeles[19].
- En 2014, il est nommé dans la liste Trans 100. La « Trans 100 » est une liste annuelle des personnes trans les plus importantes et influentes qui travaillent activement à la création d'un monde meilleur pour la communauté transgenre[20].
- En 2014, il est nommé au National Gay and Lesbian Sports Hall of Fame, faisant de lui le premier homme ouvertement trans intronisé au National Gay and Lesbian Sports Hall of Fame[21],[22].
- En 2014, il fait partie de la liste annuelle « 40 Under 40 » de The Advocate[21].
- En 2014, il est nommé Best Personal Trainer of the Northeast[23] par le Competitor Magazine.
- En 2015, il est honoré par les USA Triathlon en tant que gagnant du Jeff Jewell Spirit of Multisport[24].
- En 2015, il remporte le prix Sports Pillar Award du World OutGames Miami 2017 lors de l'évènement Bronze Bash.
- La USA Triathlon lui a attribué une mention honorable pour la USA Triathlon 2011 Spirit of Multisport Award. Il a également été récompensé pour son travail de promotion, de visibilité et d'inclusion des personnes trans dans le sport, et son engagement à plaider pour que tous les gens aient la possibilité de se sentir en sécurité, épanouis, et heureux dans les sports.